# هيموزوين

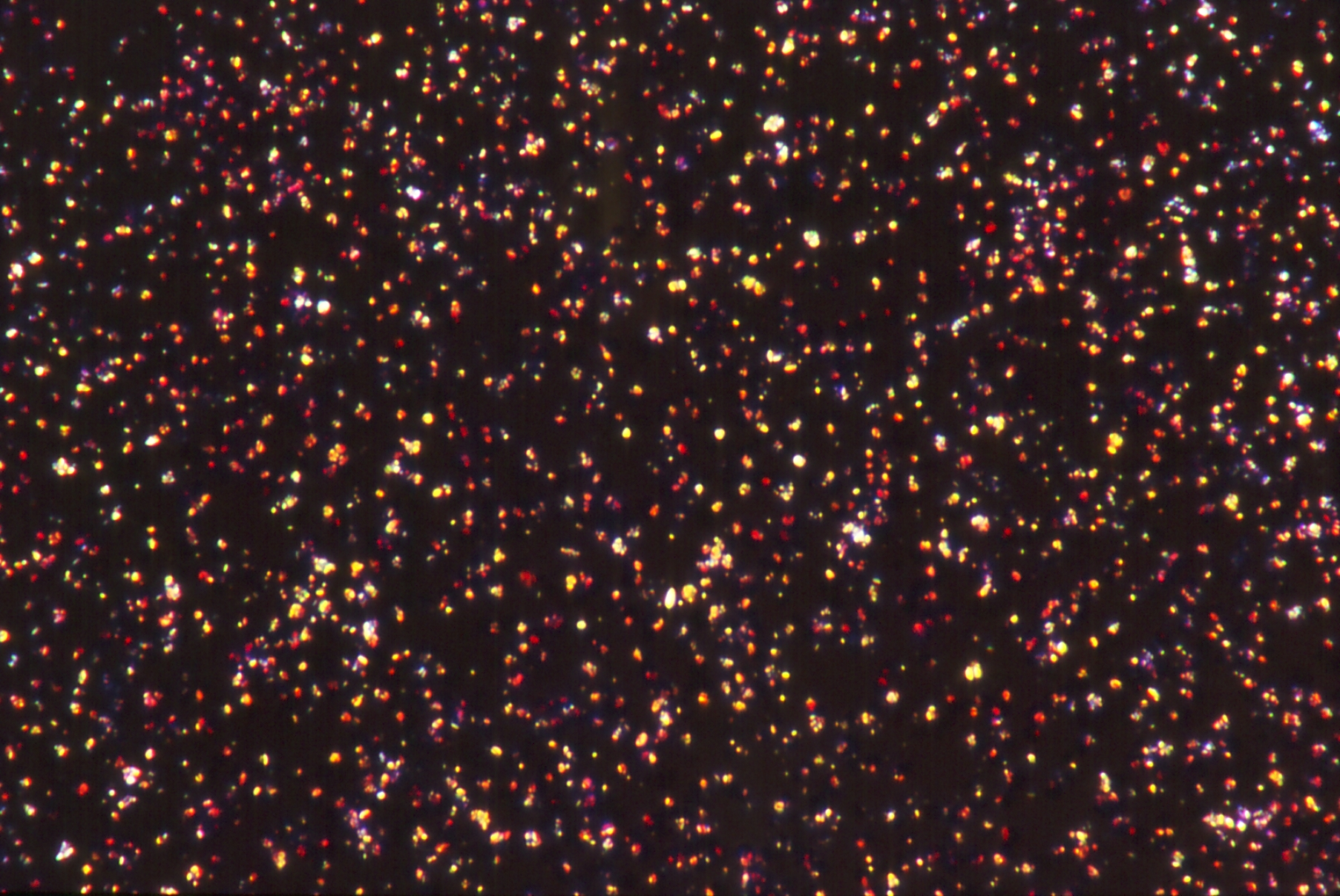
بلورات الهيموزوين المتصورة المنجلية تحت ضوء مُستقطب.

الهيموزوين (بالإنجليزية: Haemozoin)‏ هو المُنتج الذي يُتخلص منه (الفضلات) والذي يتكون من هضم الدم في بعض الطفيليات التي تتغذى على الدم. من هذه الكائنات دموية التغذية: طفيليات الملاريا (أنواع متصورة) والرادنة والبلهارسيا، حيث تهضم الهيموغلوبين وتطلق كمياتٍ كبيرةٍ من الهيم الحُر، وهو المكون غير البروتيني للهيموغلوبين. الهيم هو مجموعةٌ صناعية [الإنجليزية] تتكون من ذرةٍ حديد موجودة في مركز حلقة بورفيرين حلقية غير متجانسة. يُعد الهيم الحر سامًا للخلايا؛ لذلك تقوم الطفيليات بتحويله إلى شكلٍ بلوري غير قابل للذوبان يسمى الهيموزوين. يُطلق غالبًا على الهيموزوين اسم صبغة الملاريا (malaria pigment) في طفيليات الملاريا.
نظرًا لأنَّ تكون الهيموزوين ضروريٌ لبقاء هذه الطفيليات، فهو هدفٌ جذابٌ لتطوير الأدوية وقد تمت دراسته كثيرًا في المتصورة كوسيلةٍ لإيجاد أدوية لعلاج الملاريا (عقب أخيل الملاريا). يُعتقد أنَّ العديد من مضادات الملاريا المُستخدمة حاليًا، مثل الكلوروكين والمفلوكوين، تقتل طفيليات الملاريا عن طريق تثبيط التبلور الحيوي للهيموزوين.